# 広瀬村 (岩手県)
広瀬村（ひろせむら）は、昭和30年（1955年）まで岩手県江刺郡にあった村。現在の奥州市江刺広瀬にあたる。

## 沿革
- 明治8年（1875年）10月17日 - 水沢県による村落統合にともない、歌書村・鴨沢村・軽石村・一関村が合併して広瀬村となる。
- 明治22年（1889年）4月1日 - 町村制施行にともない、広瀬村が稲瀬村の一部（二関・三関）と合併して新制の広瀬村が発足。
- 昭和30年（1955年）2月10日 - 岩谷堂町・伊手村・稲瀬村・愛宕村・田原村・玉里村・藤里村・梁川村・米里村と合併し、江刺町となる。

## 行政
- 歴代村長

| 代 | 氏名       | 就任                      | 退任                       | 備考 |
| -- | ---------- | ------------------------- | -------------------------- | ---- |
| 1  | 関村直記   | 明治22年（1889年）5月8日  | 明治26年（1893年）5月24日  |      |
| 2  | 神尾亀五郎 | 明治26年（1893年）5月25日 | 明治32年（1899年）4月14日  |      |
| 3  | 後藤高之亟 | 明治32年（1899年）5月16日 | 明治33年（1900年）5月5日   |      |
| 4  | 昆野広治   | 明治33年（1900年）5月21日 | 明治36年（1903年）8月31日  |      |
| 5  | 後藤周三郎 | 明治36年（1903年）9月14日 | 明治38年（1905年）10月29日 |      |
| 6  | 昆野豊治   | 明治38年（1905年）11月7日 | 大正6年（1917年）11月6日   |      |
| 7  | 菊池良治   | 大正6年（1917年）11月7日  | 大正10年（1921年）11月6日  |      |
| 8  | 菊池惟重   | 大正10年（1921年）11月7日 | 昭和4年（1929年）11月6日   |      |
| 9  | 菊池藤蔵   | 昭和4年（1929年）11月7日  | 昭和7年（1932年）12月26日  |      |
| 10 | 安部晟治郎 | 昭和8年（1933年）1月13日  | 昭和10年（1935年）3月31日  |      |
| 11 | 後藤博     | 昭和10年（1935年）4月12日 | 昭和16年（1941年）12月30日 |      |
| 12 | 菊池甚太郎 | 昭和17年（1942年）1月31日 | 昭和21年（1946年）1月30日  |      |
| 13 | 千田万吉   | 昭和21年（1946年）1月31日 | 昭和21年（1946年）5月29日  |      |
| 14 | 後藤長治   | 昭和21年（1946年）7月15日 | 昭和23年（1948年）9月30日  |      |
| 15 | 菊池荘悦   | 昭和23年（1948年）11月9日 | 昭和27年（1952年）11月8日  |      |
| 16 | 菊池肇     | 昭和27年（1952年）11月9日 | 昭和30年（1955年）2月9日   |      |